# EMD F9形ディーゼル機関車
EMD F9は1954年から1957年にかけてGM-EMDで生産された電気式ディーゼル機関車である。F7同様にカナダ向けの車両はGMDで作られた。最終組立はGM-EMD製はイリノイ州のラグレーンジ工場で、GMD製はオンタリオ州ロンドン工場で行われた。F9は大いに成功したFシリーズ系列の最終グループである。
なお、F9の旅客版であるFP9、及びディーゼル・電気両用機関車のFL9は別ページで説明する。

## F9
エンジンをF3およびF7までの567Bから567Cに変更により出力が1,750馬力にアップした。
F9が製造された頃はキャブ・ユニットタイプのFシリーズよりフード・ユニットタイプのGPタイプ等の増備が中心のため、製造総数はAユニット87両、Bユニット154両で、EMDにてF3およびF7からの再構築車を含めてもAユニット99両、Bユニット156両と少数にとどまる。
F7と違ってフェイズの違いは存在しないためすべて同じ形態になっている。
F7とF9の外観上違いもあまり見られないものの変更点として
- Aユニットのみ
車体側面に設置されたエアインテークが4か所から5か所に増設されたため、フィルタ格子が運転室寄りに1つ増設された。
それに伴い、運転室寄りに設置されている丸窓の位置も内側に若干ずれている。

エアインテークのフィルター格子はF7フェイズIIで採用されたの縦向き形状で統一されている。

## F9改造車(F9PH)

メキシコ国鉄に所属のF2をメーカーにてF9に再構築した車両。車体側面に設置されたエアインテークは5か所になり、フィルタ格子も縦向き形状とF9仕様。それに対し側面上部はステンレス鋼製のグリルではなく金網で、屋根上のラジエーターファン形状も角ばった形状のままで点灯式ナンバーボードもclassification lightsと呼ばれるライトと一体になった側面に小型のタイプとF2仕様なので、新旧の外観が混在。

1,350馬力のF2や1,500馬力のF3およびF7をメーカーおよび所属鉄道会社にて再構築または改造してF9と同じく1,750馬力にした車両があるが、これらの車両はF9PHと称されることがある。
外観は改造車だけあってFP10(F10)のように丸窓が埋められて変わったものや改造前のF7そのままの姿のもの、オリジナルのF9と同一のもの等がある。
再構築時に側面の丸窓撤去やフィルター格子の追加、スカート等の変更に貫通扉の埋め込み等も実施されることもあり特徴的な外観になることが多い。

## 保存車

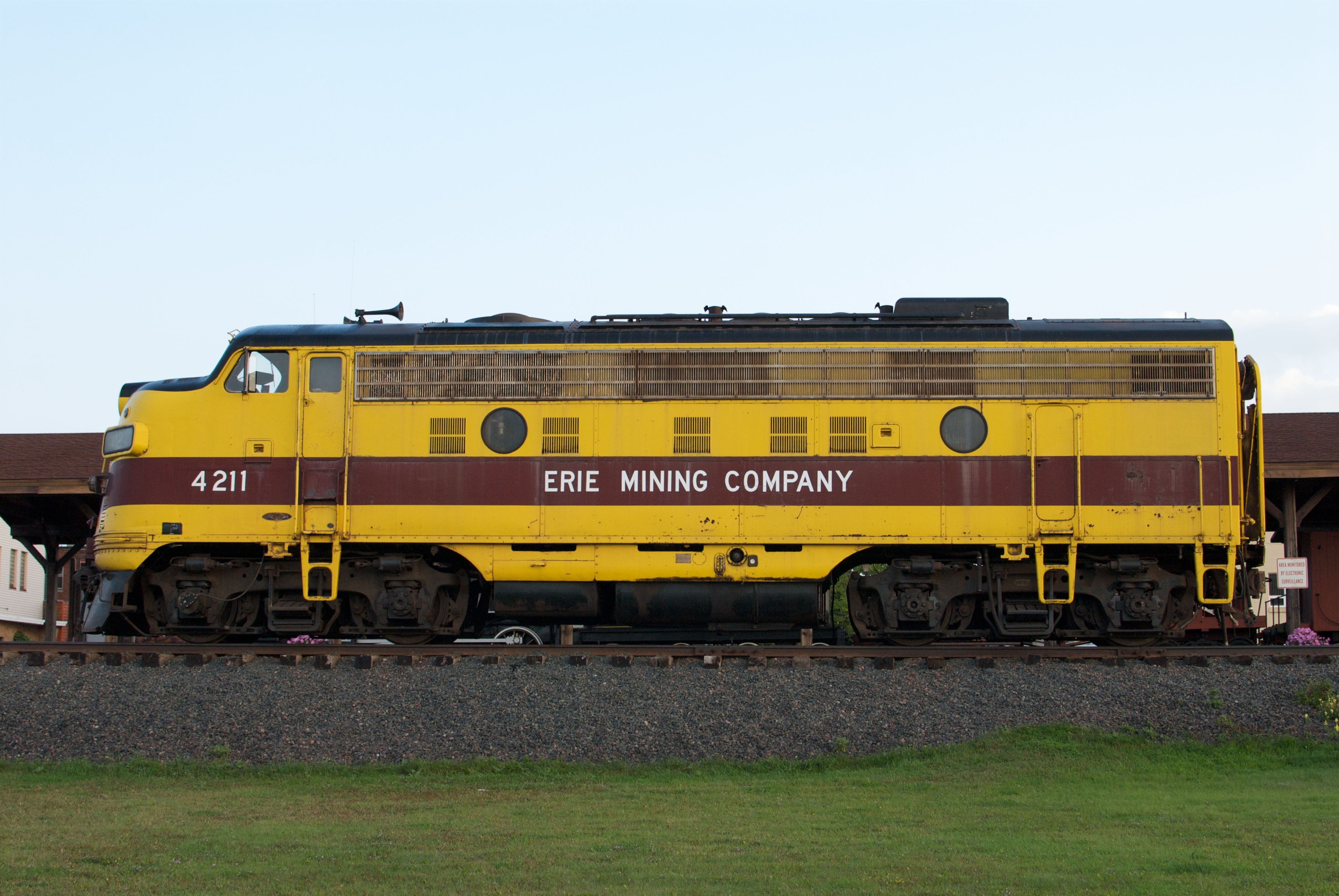
Lake_Superior_Railroad_Museumに保存のF9A-4211号。

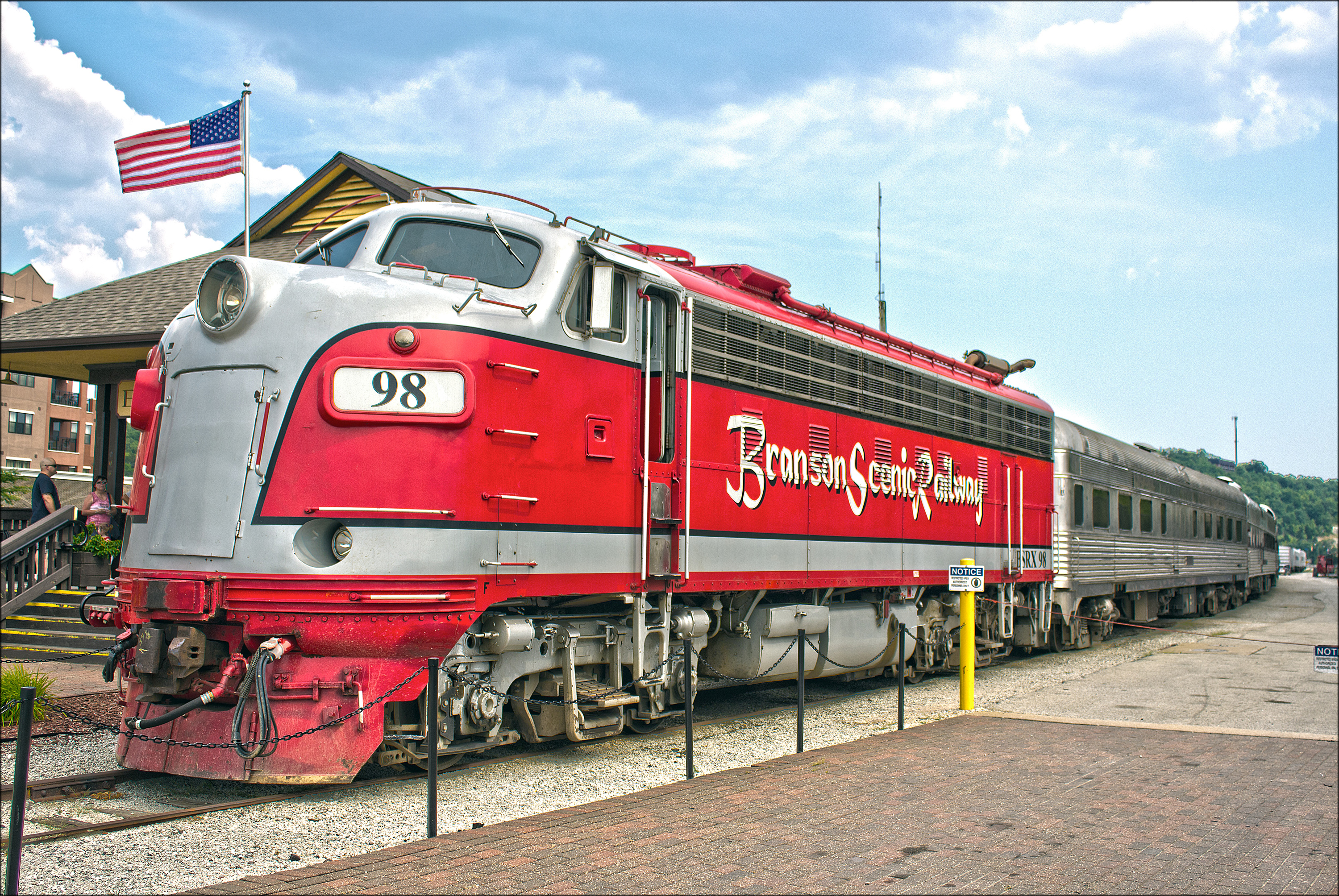
Branson Scenic RailwayのF9-98号。元はF7であったが後年の改造で1,750馬力になった他、外観も丸窓がなくなるなど一部変更されている。

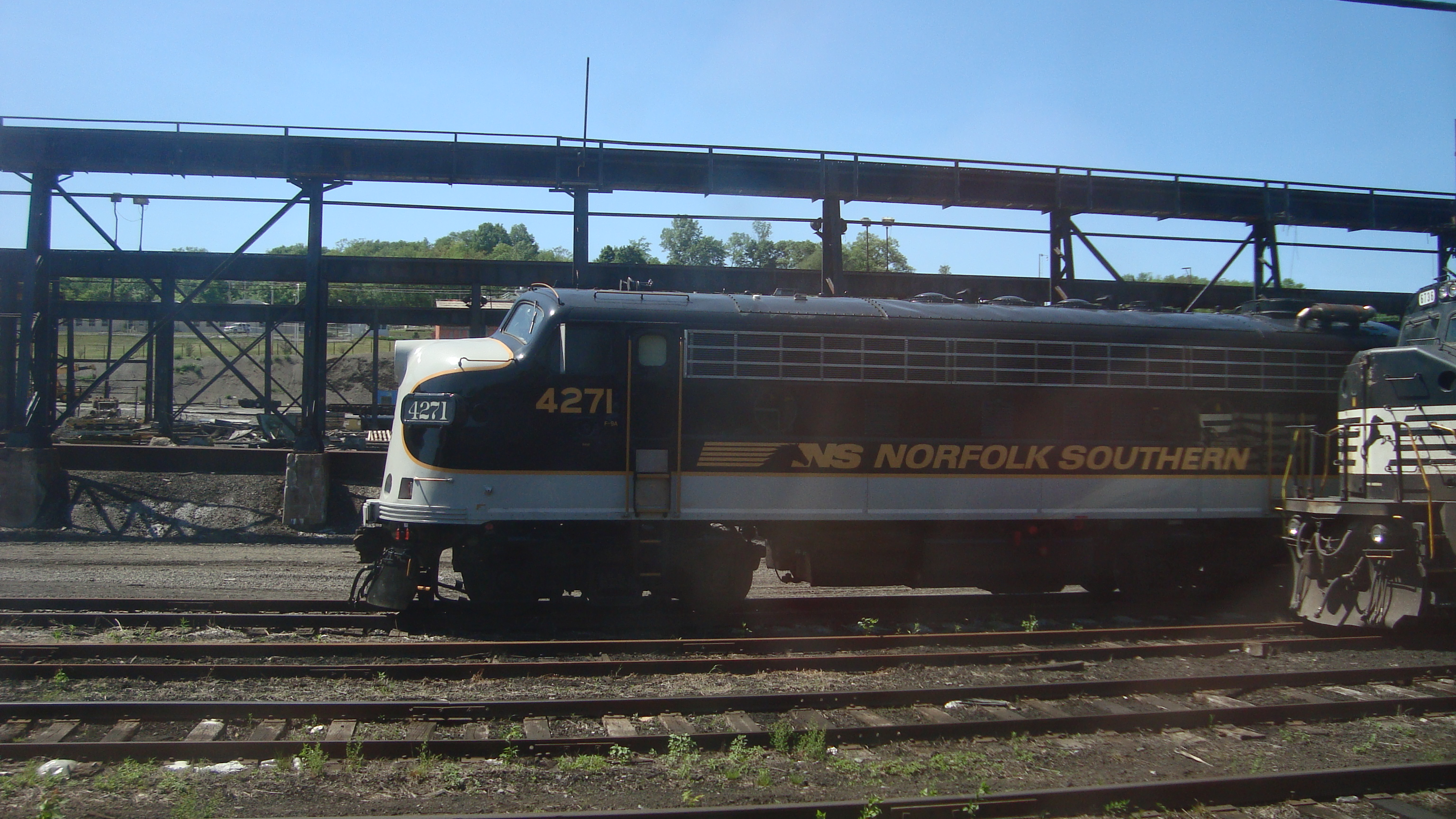
ノーフォーク・サザン鉄道のF9-4271号。外観はF7 フェイズIになっているがF7からの再構築車

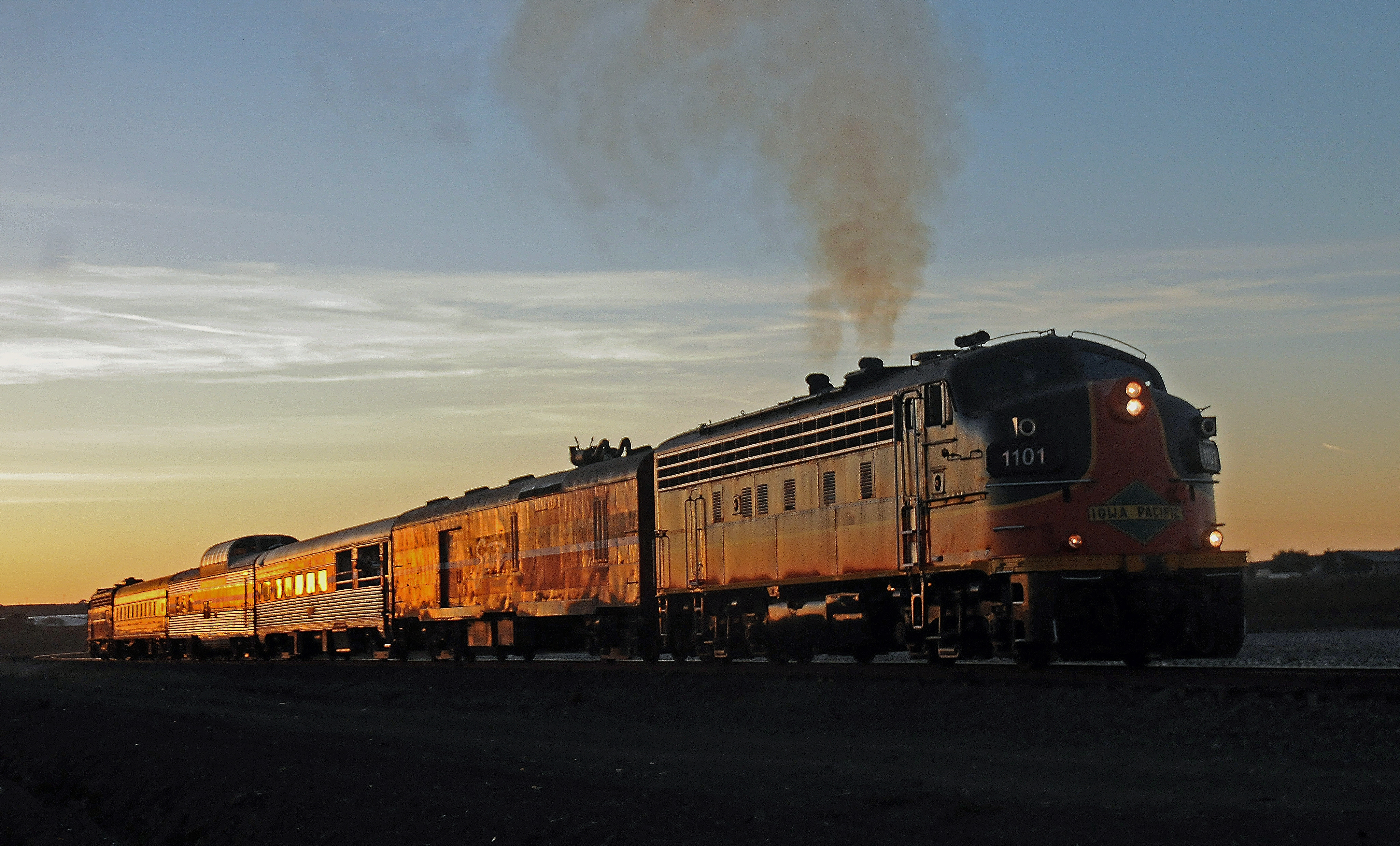
Santa Cruz & Monterey Bay RailwayのF9PH-1101号と1102号のプッシュプル列車。F3またはF7の再構築車でF9-4271号と違い外観が変化している

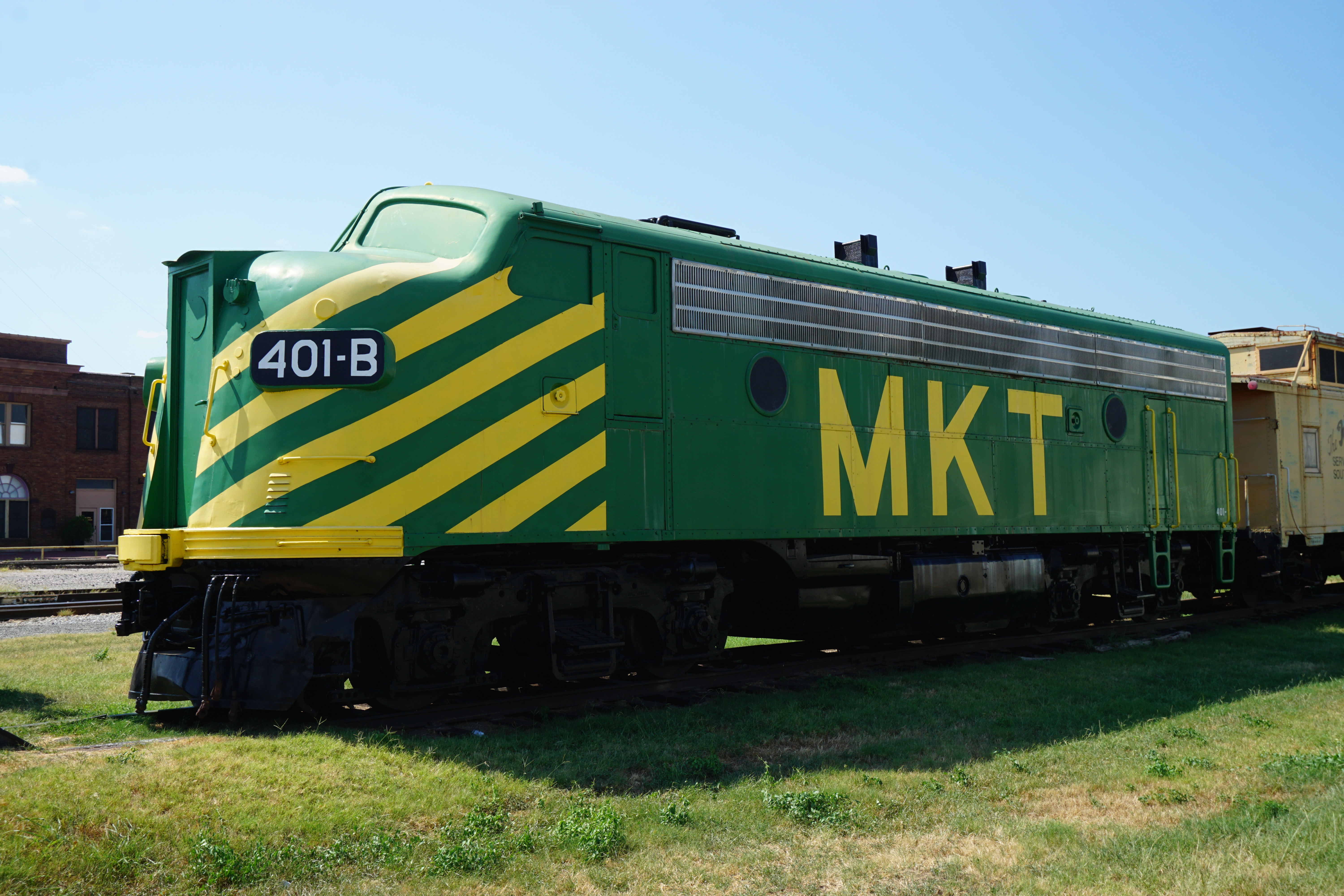
Red River Railroad Museumに保存されているF9AM-401B号。F3からF9に再構築され。さらにAユニットからBユニットに改造された結果、前面の印象が変化している

Fシリーズの中では少数派であったものの製造が後年で出力も強いため、保存車両は比較的多い。
- F9
  - en:Lake_Superior_Railroad_Museum[4]にF9A-4211号が保存。
  - en:Mount Rainier Scenic Railroad[5]にF9A-7012号が保存されている。
  - コロラド鉄道博物館[6]にはF9-5771号(Aユニット)および5762号(Bユニット)が保存されている。
  - Western Pacific Railroad MuseumにF9-925C号(Bユニット)が保存されている。
  - カンザス・シティ・サザン鉄道[7]がF9-KSC3号(Bユニット)がFP9-KSC1号及びKSC2号とともに保有。
  - Illinois Railway MuseumにF9-BN-1号(Aユニット)とBN-2号(Bユニット)がE9のBN-3とともに3重連の状態で保存されている。
  - Inland NW Rail Museum[8]にF9-6703Aが保存されている。
  - カナダのen:Alberta Railway Museum[9]にF9B-6614号がFP9-6514号と連結されて保存されている。
  - en:Oklahoma Railway Museum[10]にF9A-814号が保存されている。
  - en:Seminole Gulf Railway[11]にF9A-501号がF7A-502号とともにDinner Train等の特別列車牽引用に保有している。この車両は502号とともにロングアイランド鉄道に所属していた時期に更新されたようで外観が大幅に変更されている。正面の貫通扉が埋められた他、側面の丸窓及びフィルター格子はすべて撤去され、上部についているステンレス鋼製のグリルも車体後部に1つのみ残して埋められたうえ形状も変更された。乗務員扉も後ろよりの扉が撤去され埋められており、正面についている点灯式大型ナンバーボードの形状も変更。屋根も機器等が変更されたようでファンが1つしか無い等かなり変化している。
  - カナダ太平洋鉄道が運行するen:Royal Canadian Pacific[12]牽引用にF9-1900号(Bユニット)をFP9-4106号及び4107号とともに保有。
  - 複数の鉄道会社を傘下に持つ、持ち株会社en:Pioneer Railcorp[13]の内、en:Keokuk Junction RailwayがF9-1761号(Bユニット)をFP9-1750号及び1752号とともに保有し、Santa Trainのようなイベント列車や貨物列車を牽引している。

- F3・7 → F9改造車 (F9PH)
下記の車両は当初F3やF7として製造され、後年改造や再構築によりF9と同様に1750馬力に改良された車両である。
  - ノーフォーク・サザン鉄道にF9-4270号及び4271号(ともにAユニット)を前述のF7-4275号及び4276号とともに特別列車牽引用に保有している。F9-4270号及び4271号は元々1952年製造に製造され、ボルチモア・アンド・オハイオ鉄道に納車されたF7-937号とF7-947号。F9PHと称された時期あり、所有鉄道会社やナンバーも現在までに何度か変更があったが現在はF7-937号→F9-4270号、F7-947号→F9-4271号となっている。外観はF7のフェイズI仕様となっている他、更新工事を受けており前面の貫通ドアが埋められているのが特徴。[14]
  - en:Branson Scenic Railway[15]ではF9-98号が観光列車用牽引用に保有しており、HPにも映っている。この車両は1951年に製造され、前述のF9-4270号と同様に、ボルチモア・アンド・オハイオ鉄道に納車されたF7-369号でやはり所有鉄道会社やナンバーも現在までに何度か変更の上今に至る。外観は側面上部についているステンレス鋼製のグリルはフェイズI仕様であるが、丸窓は埋められ、フェイズI仕様のフィルタ格子が2つ増設され6ヶ所設置と変更されている。
  - Santa Cruz and Monterey Bay Railway[16]ではF9PH-1101号及び1102号がE8-518号とともに観光列車牽引用に保有している。(HPのロゴに描かれているのはE8)。1101号と1102号はともにボルチモア・アンド・オハイオ鉄道に納車された車体。1101号は1952年製造に製造されたF7-939号で、1102号は1948年に製造されたF3-165号。2両とも外観はF9-98号とほぼ同じであるが、前面の貫通ドアが埋められている。
  - en:R.J. Corman Railroad Group[17]はケンタッキー州ニコラスビルに本部を置くが、その敷地内にF9-1973号をドームカーと連結して展示しており、Googleの地図検索機能ストリートビューでも確認できる。この車両の原型は1949年2月に製造されClinchfield Railroadに納車されたF3-805号でF3のページにある保存車両の項目で紹介しているF3-8016号と一緒に活躍していた。その後、F9として再構築された。外観はF9と同一になっている。[18]
  - Red River Railroad Museum[19]にF9AM-401B号が保存されている。この車両は元々F3のAユニット(フェイズII)として製造され、後年メーカーにてF9に再構築されたものの1970年代にBユニットとして使用されるようになった。外観はほとんどAユニットであるが、変更点としてライトが埋められたほか中間に連結されるため、他の機関車との行き来が容易になるように前面の扉が大きい物に変更された。それに合わせてブルドックノーズと称された前面も一部改造されて真ん中が削られたような外観になり、印象が変化している。

## 文献資料
- ネコ・パブリッシング
  - 『RM　MODELS』 2000年6月号 P.96〜99「スケールイラストで見るアメリカ黄金時代　第3回EMDのFシリーズ」
- 関水金属
  - KATO NEWS 1992年 No.46 P9〜10『American Railroad Stories』